# Kirby Bliss Blanton

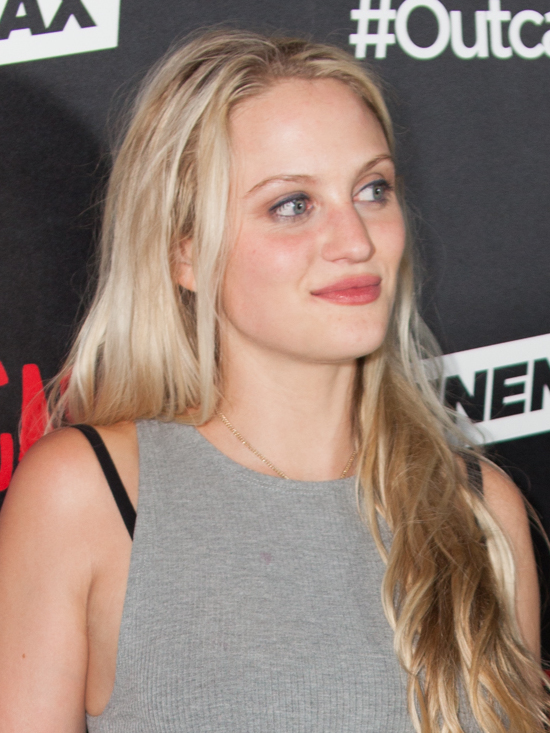
Kirby Bliss Blanton (2015)

Kirby Bliss Blanton (* 24. Oktober 1990 in The Woodlands, Texas) ist eine US-amerikanische Schauspielerin, die für ihre Rolle in dem Film Project X (2012) bekannt ist.

## Leben und Karriere
Als jüngstes von vier Kindern wuchs Blanton im texanischen The Woodlands auf. Ihr Name ist kein Künstlername; ihren Vornamen erhielt sie, weil ihre Eltern ursprünglich einen Jungen erwartet hatten. Ihr Mittelname ist der Geburtsname ihrer Mutter.
Blanton begann ihre Karriere mit Modeln und Werbeauftritten im nahegelegenen Houston. Nachdem sie einige monatelange Aufträge in Los Angeles hatte, zog sie mit ihrer Mutter dauerhaft dorthin. Ihre erste Schauspielrolle hatte sie von 2004 bis 2005 in der Nickelodeon-Fernsehserie Unfabulous. Sie hatte auch kleinere Auftritte in Serien wie Zoey 101, Entourage und Hannah Montana, und erhielt ihre erste größere Filmrolle 2007 im Horrorfilm Scar. Später spielte sie 2012 die Rolle der Kirby in der Filmkomödie Project X. Im selben Jahr war sie als Charlotte Allen in zwei Episoden der MTV-Serie The Inbetweeners – der US-Version der gleichnamigen britischen Serie – zu sehen.

## Filmografie (Auswahl)
- 2004–2005: Unfabulous (Fernsehserie, 2 Episoden)
- 2006: Zoey 101 (Fernsehserie, Episode 2x06)
- 2006: Entourage (Fernsehserie, Episode 3x02)
- 2006: Hannah Montana (Fernsehserie, 2 Episoden)
- 2007: Scar
- 2008: Ball Don’t Lie
- 2012: Project X
- 2012: The Inbetweeners (Fernsehserie, 2 Episoden)
- 2013: The Green Inferno
- 2013: Pacific Coast Haze (Kurzfilm)
- 2015: Chainsaw (Kurzfilm)
- 2015: Hawaii Five-0 (Fernsehserie, Episode 6x04)
- 2015: Party Monsters (Fernsehfilm)
- 2016: Suicide Note – Falscher Verdacht (Suicide Note, Fernsehfilm)
- 2016: Hot Bot
- 2016: Tell Me How I Die
- 2016: Recovery
- 2017: Killer Mom (Fernsehfilm)
- 2017: Blue & Green (Fernsehfilm)
- 2018: Death Wish
- 2018: Alive in Denver (Fernsehserie, 8 Episoden)
- 2019: Wish Man
- 2019: Paint It Red
- 2019: Ring Ring
- 2020–2022: Schatten der Leidenschaft (The Young and the Restless, Fernsehserie, 7 Episoden)
- 2021: Final Frequency